# F for You
F for You è un brano musicale del duo di musica elettronica britannico Disclosure, inserito nel primo album in studio Settle e pubblicato nel 2013.
Il brano è stato pubblicato come singolo anche in versione remix, realizzato con la collaborazione della cantante statunitense Mary J. Blige, nel febbraio 2014.
La canzone è inserita nella colonna sonora del videogioco FIFA 14.

## Tracce
- Download digitale

1. F for You (featuring Mary J. Blige) – 6:15